# Leichtathletik-Europameisterschaften 1954

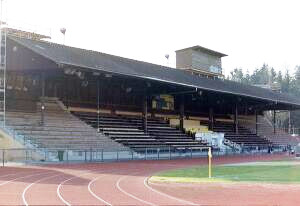
Tribüne des Stadions Neufeld in Bern

| 5. Leichtathletik-Europameisterschaften | 5. Leichtathletik-Europameisterschaften |
| --------------------------------------- | --------------------------------------- |
|                                         |                                         |
| Stadt                                   | Bern                                    |
| Stadion                                 | Stadion Neufeld                         |
| Wettbewerbe                             | 35                                      |
| Weltrekorde                             | 3                                       |
| Weitere Europarekorde                   | 1                                       |
| Eröffnung                               | 25. August 1954                         |
| Schlussfeier                            | 29. August 1954                         |
| Chronik                                 |                                         |
| ← Brüssel 1950                          | Stockholm 1958 →                        |

| Medaillenspiegel (Endstand nach 35 Entscheidungen) | Medaillenspiegel (Endstand nach 35 Entscheidungen) | Medaillenspiegel (Endstand nach 35 Entscheidungen) | Medaillenspiegel (Endstand nach 35 Entscheidungen) | Medaillenspiegel (Endstand nach 35 Entscheidungen) | Medaillenspiegel (Endstand nach 35 Entscheidungen) |
| Platz                                              | Land                                               | Gold                                               | Silber                                             | Bronze                                             | Gesamt                                             |
| -------------------------------------------------- | -------------------------------------------------- | -------------------------------------------------- | -------------------------------------------------- | -------------------------------------------------- | -------------------------------------------------- |
| 1                                                  | Sowjetunion                                        | 16                                                 | 11                                                 | 8                                                  | 35                                                 |
| 2                                                  | Tschechoslowakei                                   | 4                                                  | 2                                                  | 5                                                  | 11                                                 |
| 3                                                  | Ungarn                                             | 4                                                  | 1                                                  | 4                                                  | 9                                                  |
| 4                                                  | Großbritannien                                     | 3                                                  | 4                                                  | 7                                                  | 14                                                 |
| 5                                                  | BR Deutschland                                     | 2                                                  | 4                                                  | 3                                                  | 9                                                  |
| 6                                                  | Finnland                                           | 2                                                  | 3                                                  | 4                                                  | 9                                                  |
| 7                                                  | Schweden                                           | 1                                                  | 2                                                  | 0                                                  | 3                                                  |
| 8                                                  | Frankreich                                         | 1                                                  | 1                                                  | 1                                                  | 3                                                  |
| 8                                                  | Italien                                            | 1                                                  | 1                                                  | 1                                                  | 3                                                  |
| 8                                                  | Polen                                              | 1                                                  | 1                                                  | 1                                                  | 3                                                  |
| Vollständiger Medaillenspiegel                     |                                                    |                                                    |                                                    |                                                    |                                                    |

Die 5. Leichtathletik-Europameisterschaften fanden vom 25. bis zum 29. August 1954 in Bern in der Schweiz statt. Mit Ausnahme des Marathonlaufs und der Gehwettbewerbe wurden die Wettkämpfe im Stadion Neufeld ausgetragen.

## Teilnehmer
Aus dem geteilten Deutschland nahmen nur Sportler aus der Bundesrepublik Deutschland teil.

## Wettbewerbe
Bei den Frauen gab es auch diesmal eine Disziplinerweiterung: Erstmals nach den Olympischen Spielen 1928 kam mit dem 800-Meter-Lauf wieder eine Mittelstrecke in ein Wettkampfangebot von internationalen Meisterschaften. Allerdings blieb das Angebot für weibliche Teilnehmerinnen mit jetzt insgesamt elf Disziplinen (Lauf: 100 Meter, 200 Meter, 800 Meter, 80 Meter Hürden, 4-mal-100-Meter-Staffel – Sprung: Hochsprung, Weitsprung – Stoß/Wurf. Kugelstoßen, Diskuswurf, Speerwurf – Mehrkampf: Fünfkampf) weiterhin ziemlich dünn. Das sollte sich in den kommenden Jahren sukzessive ändern, bis das Frauenprogramm schließlich dem für Männer weitgehend entsprach.

## Sportliche Leistungen
Diese Europameisterschaften standen auf einem für die damaligen Verhältnisse sehr hohen Niveau. Es gab zahlreiche Rekorde und ausgezeichnete Leistungen.
- Es wurden drei Weltrekorde aufgestellt:
  - 5000-Meter-Lauf, Männer: 13:56,6 min – Wladimir Kuz (Sowjetunion), Finale
  - 3000-Meter-Hindersnislauf, Männer: 8:49,6 min – Sándor Rozsnyói (Ungarn), Finale
  - Hammerwurf, Männer: 63,34 m – Michail Kriwonossow, (Sowjetunion), Finale
- Außerdem wurde ein weiterer Europarekord egalisiert:
  - 200-Meter-Lauf, Männer: 20,9 s – Heinz Fütterer (BR Deutschland), Finale
- In 22 Disziplinen wurde der bestehende Meisterschaftsrekord 41 Mal verbessert oder egalisiert.
- In siebzehn Disziplinen wurden 46 Landesrekorde gesteigert oder eingestellt.

Deutlich erfolgreichste Nation war die Sowjetunion mit elf EM-Titeln. Bei den Frauen wurden mit dem Hochsprung, Weitsprung und Speerwurf nur drei von elf Disziplinen von nichtsowjetischen Sportlerinnen gewonnen. In der Nationenwertung folgten die Tschechoslowakei und Ungarn mit jeweils vier Goldmedaillen.
- Drei Athleten errangen je zwei Goldmedaillen bei diesen Meisterschaften:
  - Heinz Fütterer (BR Deutschland) – 100 und 200 Meter
  - Irina Turowa (Sowjetunion) – 100 Meter, 4-mal-100-Meter-Staffel
  - Marija Itkina (Sowjetunion) – 200 Meter, 4-mal-100-Meter-Staffel
- Drei Europameister von 1954 hatten bereits vorher EM-Titel gewonnen:
  - Adolfo Consolini (Italien) – Diskuswurf, dritter Erfolg in Folge seit 1946, damit jetzt dreifacher Europameister
  - Emil Zátopek (Tschechoslowakei) – 10.000 Meter, Wiederholung seines Erfolgs von 1950, außerdem 1950 Europameister über 5000 Meter, damit jetzt dreifacher Europameister
  - Leonid Schtscherbakow (Sowjetunion) – Dreisprung, Wiederholung seines Erfolgs von 1950, damit jetzt zweifacher Europameister

## Ergebnisse Männer

### 100 m

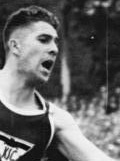
Heinz Fütterer – Sprintkönig von Bern

| Platz | Athlet         | Land | Zeit (s) |
| ----- | -------------- | ---- | -------- |
| 1     | Heinz Fütterer | FRG  | 10,5     |
| 2     | René Bonino    | FRA  | 10,6     |
| 3     | George Ellis   | GBR  | 10,7     |
| 4     | Leonhard Pohl  | FRG  | 10,7     |
| 5     | Jan Carlsson   | SWE  | 10,7     |
| 6     | Theo Saat      | NED  | 11,1     |

Finale: 26. August

### 200 m
| Platz | Athlet            | Land | Zeit (s) |
| ----- | ----------------- | ---- | -------- |
| 1     | Heinz Fütterer    | FRG  | 20,9 ERe |
| 2     | Ardalion Ignatiew | URS  | 21,10000 |
| 3     | George Ellis      | GBR  | 21,20000 |
| 4     | Brian Shenton     | GBR  | 21,30000 |
| 5     | Jan Carlsson      | SWE  | 21,50000 |
| 6     | Václav Janecek    | TCH  | 21,90000 |

Finale: 29. August

### 400 m
| Platz | Athlet              | Land | Zeit (s)   |
| ----- | ------------------- | ---- | ---------- |
| 1     | Ardalion Ignatiew   | URS  | 46,6 CR/NR |
| 2     | Voitto Hellstén     | FIN  | 47,0 NR000 |
| 3     | Zoltán Adamik       | HUN  | 47,6 NR000 |
| 4     | Karl-Friedrich Haas | FRG  | 47,6000000 |
| 5     | Jean-Jacques Hegg   | SUI  | 47,8000000 |
| DSQ   | Jacques Degats      | FRA  |            |

Finale: 27. August

### 800 m
| Platz | Athlet           | Land | Zeit (min) |
| ----- | ---------------- | ---- | ---------- |
| 1     | Lajos Szentgáli  | HUN  | 1:47,1 CRe |
| 2     | Lucien De Muynck | BEL  | 1:47,30000 |
| 3     | Audun Boysen     | NOR  | 1:47,40000 |
| 4     | Derek Johnson    | GBR  | 1:47,40000 |
| 5     | Roger Moens      | BEL  | 1:47,80000 |
| 6     | Gérard Rasquin   | LUX  | 1:51,40000 |
| 7     | Tage Ekfeldt     | SWE  | 1:53,80000 |
| 8     | Ron Delany       | IRL  | 2:03,50000 |

Finale: 28. August

### 1500 m
| Platz | Athlet              | Land | Zeit (min)   |
| ----- | ------------------- | ---- | ------------ |
| 1     | Roger Bannister     | GBR  | 3:43,8 CR/NR |
| 2     | Gunnar Nielsen      | DEN  | 3:44,4 NR000 |
| 3     | Stanislav Jungwirth | TCH  | 3:45,4000000 |
| 4     | Ingvar Ericsson     | SWE  | 3:46,2000000 |
| 5     | Werner Lueg         | FRG  | 3:46,4000000 |
| 6     | Sándor Iharos       | HUN  | 3:47,0000000 |
| 7     | Denis Johansson     | FIN  | 3:47,4000000 |
| 8     | Günter Dohrow       | FRG  | 3:48,2000000 |

Finale: 29. August

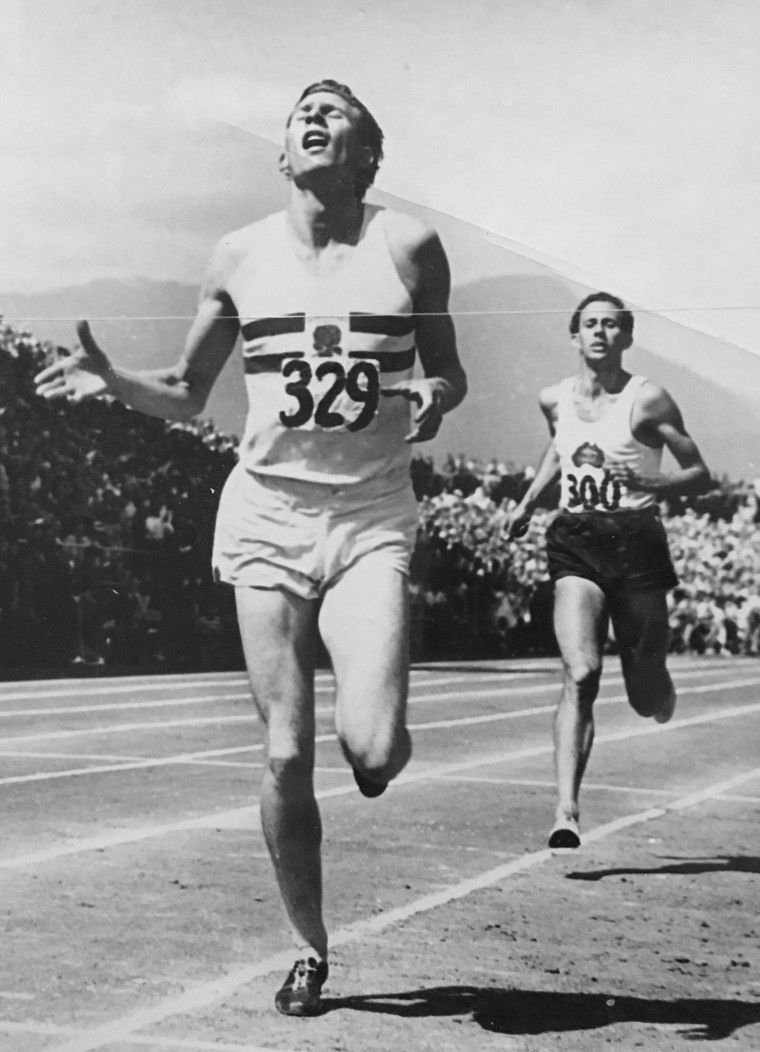

Europameister Roger Bannister war der erste Läufer, der eine Meile unter vier Minuten lief (auf dem Foto rechts als Sieger eines Rennens 1953).

### 5000 m
| Platz | Athlet               | Land | Zeit (min) |
| ----- | -------------------- | ---- | ---------- |
| 1     | Wolodymyr Kuz        | URS  | 13:56,6 WR |
| 2     | Christopher Chataway | GBR  | 13:56,6000 |
| 3     | Emil Zátopek         | TCH  | 14:10,2000 |
| 4     | Wladimir Okorokow    | URS  | 14:20,0000 |
| 5     | Lucien Hanswijk      | BEL  | 14:25,6000 |
| 6     | Frans Herman         | BEL  | 14:31,4000 |
| 7     | Øistein Saksvik      | NOR  | 14:32,2000 |
| 8     | Urho Julin           | FIN  | 14:32,4000 |

Finale: 29. August

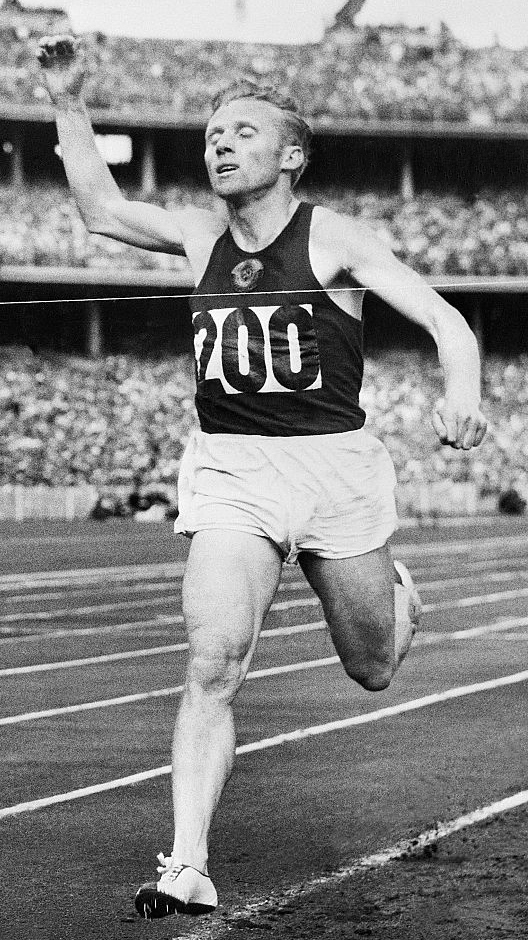

Wolodymyr Kuz (Foto rechts) siegte über 5000 Meter und stellte dabei einen neuen Weltrekord auf.

### 10.000 m

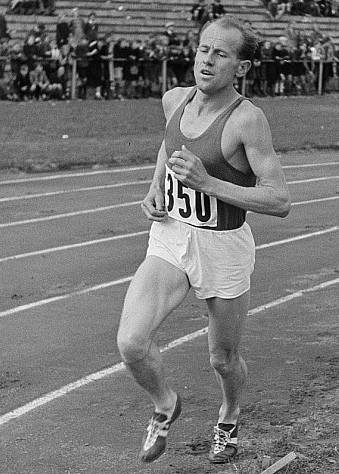
Emil Zátopek errang in Bern seinen bereits dritten EM-Titel

| Platz | Athlet              | Land | Zeit (min) |
| ----- | ------------------- | ---- | ---------- |
| 1     | Emil Zátopek        | TCH  | 28:58,0 CR |
| 2     | József Kovács       | HUN  | 29:25,8000 |
| 3     | Frank Sando         | GBR  | 29:27,6000 |
| 4     | Herbert Schade      | FRG  | 29:32,8000 |
| 5     | Franjo Mihalić      | YUG  | 29:59,6000 |
| 6     | Peter Driver        | GBR  | 30:03,6000 |
| 7     | Øistein Saksvik     | NOR  | 30:04,4000 |
| 8     | Alexander Anufrijew | URS  | 30:19,4000 |

Datum: 25. August

### Marathon
| Platz | Athlet              | Land | Zeit (h)     |
| ----- | ------------------- | ---- | ------------ |
| 1     | Veikko Karvonen     | FIN  | 2:24:51,6 CR |
| 2     | Boris Grischajew    | URS  | 2:24:55,6000 |
| 3     | Iwan Iljitsch Filin | URS  | 2:25:27,6000 |
| 4     | Erkki Puolakka      | FIN  | 2:26:45,6000 |
| 5     | Gustaf Jansson      | SWE  | 2:27:27,8000 |
| 6     | Geoffrey Iden       | GBR  | 2:28:02,8000 |
| 7     | Janus van der Zande | NLD  | 2:29:19.2000 |
| 8     | José Araujo         | POR  | 2:29:45.0000 |

Datum: 25. August

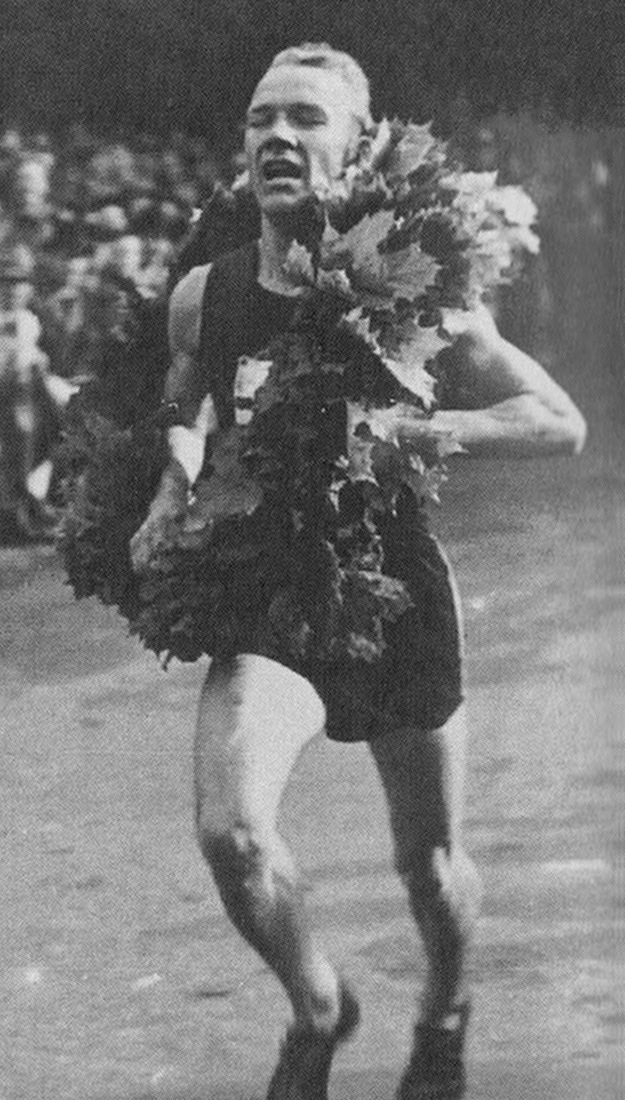

Veikko Karvonen (Foto rechts) siegte mit neuem EM.Rekord.

### 110 m Hürden
| Platz | Athlet              | Land | Zeit (s) |
| ----- | ------------------- | ---- | -------- |
| 1     | Jewgeni Bulantschik | URS  | 14,4     |
| 2     | Jack Parker         | GBR  | 14,6     |
| 3     | Bert Steines        | FRG  | 14,7     |
| 4     | Stanko Lorger       | YUG  | 14,7     |
| 5     | Eamonn Kinsella     | IRL  | 14,7     |
| 6     | Ion Opriș           | ROM  | 15,1     |

Finale: 29. August

### 400 m Hürden
| Platz | Athlet            | Land | Zeit (s) |
| ----- | ----------------- | ---- | -------- |
| 1     | Anatoli Julin     | URS  | 50,5 CR  |
| 2     | Juri Litujew      | URS  | 50,8000  |
| 3     | Sven-Oswald Mildh | FIN  | 51,5 NR  |
| 4     | Guy Cury          | FRA  | 51,8000  |
| 5     | Bob Shaw          | GBR  | 52,3 NR  |
| 6     | Antal Lippay      | HUN  | 52,4 NR  |

Finale: 29. August

### 3000 m Hindernis
| Platz | Athlet             | Land | Zeit (min) |
| ----- | ------------------ | ---- | ---------- |
| 1     | Sándor Rozsnyói    | HUN  | 8:49,6 WR  |
| 2     | Olavi Rinteenpää   | FIN  | 8:52,4000  |
| 3     | Ernst Larsen       | NOR  | 8:53,2 NR  |
| 4     | Pentti Karvonen    | FIN  | 8:55,2000  |
| 5     | László Jeszenszky  | HUN  | 8:59,4000  |
| 6     | Wiktor Kurtschawow | URS  | 9:00,2000  |
| 7     | Vlastimil Brlica   | TCH  | 9:03,6 NR  |
| 8     | Jewgenij Kodjajkin | URS  | 9:07,4000  |

Finale: 28. August

### 4 × 100 m Staffel
| Platz | Land             | Athleten                                                            | Zeit (s) |
| ----- | ---------------- | ------------------------------------------------------------------- | -------- |
| 1     | Ungarn           | László Zarándi Géza Varasdi György Csányi Béla Goldoványi           | 40,6 CR  |
| 2     | Großbritannien   | Kenneth Box George Ellis Ken Jones Brian Shenton                    | 40,8000  |
| 3     | Sowjetunion      | Boris Tokarew Wiktor Rjabow Lewan Sanadse Leonid Bartenew           | 40,9000  |
| 4     | Tschechoslowakei | František Brož Bohuslav Hlidek Václav Janeček František Šimůnek     | 40,9 NR  |
| 5     | Italien          | Wolfgango Montanari Sergio D’Asnasch Lucio Sangermano Luigi Gnocchi | 41,0000  |
| 6     | Schweden         | Börje Andersson Kaj Månsson Sven-Olof Westlund Jan Carlsson         | 41,3000  |

Finale: 29. August

### 4 × 400 m Staffel
| Platz | Land           | Athleten                                                                    | Zeit (min)   |
| ----- | -------------- | --------------------------------------------------------------------------- | ------------ |
| 1     | Frankreich     | Pierre Haarhoff Jacques Degats Jean-Paul Martin du Gard Jean-Pierre Goudeau | 3:08,7 CR/NR |
| 2     | BR Deutschland | Hans Geister Helmut Dreher Heinz Ulzheimer Karl-Friedrich Haas              | 3:08,8000000 |
| 3     | Finnland       | Ragnar Graeffe Sven-Oswald Mildh Rolf Back Voitto Hellsten                  | 3:11,5000000 |
| 4     | Schweden       | Gösta Brännström Uno Elofsson Tage Ekfeldt Lars-Erik Wolfbrandt             | 3:12,5 NR000 |
| 5     | Ungarn         | Péter Karádi Lajos Szentgáli Egon Solymossy Zoltán Adámik                   | 3:28,2000000 |
| DSQ   | Großbritannien | Peter Higgins Alan Dick Peter Fryer Derek Johnson                           |              |

Finale: 29. August

### 10.000 m Gehen
| Platz | Athlet          | Land | Zeit (min) |
| ----- | --------------- | ---- | ---------- |
| 1     | Josef Doležal   | TCH  | 45:01,8 CR |
| 2     | Anatoli Jegorow | URS  | 45:53,0000 |
| 3     | Sergei Lobastow | URS  | 46:21,8000 |
| 4     | Ake Rundlöf     | SWE  | 46:48,0000 |
| 5     | Brian Hawkins   | GBR  | 46:52,8000 |
| 6     | Gabriel Reymond | SUI  | 47:08,8000 |
| 7     | Louis Chevalier | FRA  | 47:12,0000 |
| 8     | Fritz Schwab    | SUI  | 47:21,6000 |

Datum: 26. August

### 50 km Straßenengehen
| Platz | Athlet         | Land | Zeit (h)     |
| ----- | -------------- | ---- | ------------ |
| 1     | Wladimir Uchow | URS  | 4:22:11,2 CR |
| 2     | Josef Doležal  | TCH  | 4:25:07,4000 |
| 3     | Antal Róka     | HUN  | 4:31:32,2000 |
| 4     | John Ljunggren | SWE  | 4:38:09,6000 |
| 5     | János Somogyi  | HUN  | 4:41:40,4000 |
| 6     | Frank Bailey   | GBR  | 4:46:06,4000 |
| 7     | Abdon Pamich   | ITA  | 4:49:06,4000 |
| 8     | Ionescu Baboie | ROM  | 4:49:30,0000 |

Datum: 27. August

### Hochsprung
| Platz | Athlet               | Land | Höhe (m) |
| ----- | -------------------- | ---- | -------- |
| 1     | Bengt Nilsson        | SWE  | 2,02 CR  |
| 2     | Jiří Lanský          | TCH  | 1,98000  |
| 3     | Jaroslav Kovář       | TCH  | 1,96000  |
| 4     | Bertil Holmgren      | SWE  | 1,96000  |
| 5     | Juri Stepanow        | URS  | 1,93000  |
| 6     | Todor Beltschew      | BUL  | 1,93000  |
| 7     | Werner Bähr          | FRG  | 1,93000  |
| 8     | Zbigniew Lewandowski | POL  | 1,90000  |

Finale: 26. August

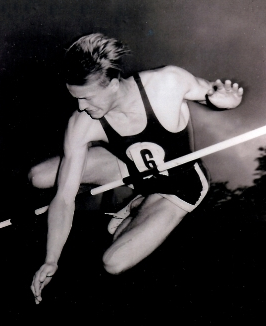

Bengt Nilsson (Foto rechts) bezwang als einziger Hochspringer
die 2-Meter-Marke und wurde überlegen Europameister.

### Stabhochsprung
| Platz | Athlet             | Land | Höhe (m)   |
| ----- | ------------------ | ---- | ---------- |
| 1     | Eeles Landström    | FIN  | 4,40 CR/NR |
| 2     | Ragnar Lundberg    | SWE  | 4,40 CR000 |
| 3     | Geoff Elliott      | GBR  | 4,30 NR000 |
| 3     | Jukka Piironen     | FIN  | 4,30000000 |
| 5     | Tamás Homonnay     | HUN  | 4,30000000 |
| 6     | Georgios Roumbanis | GRE  | 4,25000000 |
| 7     | Victor Sillon      | FRA  | 4,25000000 |
| 8     | Vitalij Chernobaj  | URS  | 4,25000000 |

Finale: 28. August

### Weitsprung

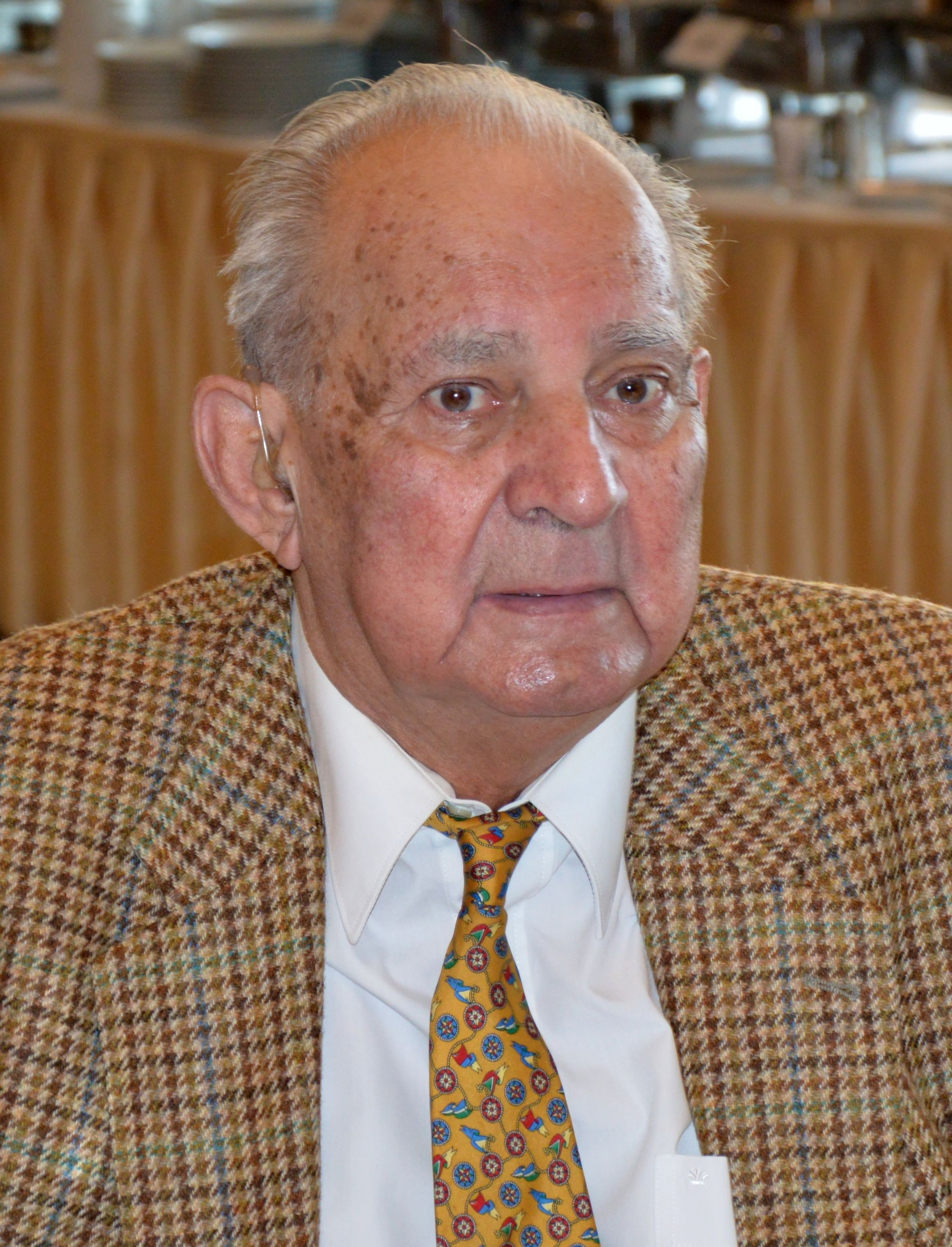
Europameister Ödön Földessy im Jahr 2013

| Platz | Athlet             | Land | Weite (m) |
| ----- | ------------------ | ---- | --------- |
| 1     | Ödön Földessy      | HUN  | 7,51      |
| 2     | Zbigniew Iwański   | POL  | 7,46      |
| 3     | Ernest Wanko       | FRA  | 7,41      |
| 4     | Günther Jobst      | FRG  | 7,38      |
| 5     | Vilhelm Porassalmi | FIN  | 7,36      |
| 6     | Václav Martinek    | TCH  | 7,32      |
| 7     | Attilio Bravi      | ITA  | 7,25      |
| 8     | Janusz Ratajczak   | POL  | 7,23      |

Finale: 26. August

### Dreisprung
| Platz | Athlet                | Land | Weite (m) |
| ----- | --------------------- | ---- | --------- |
| 1     | Leonid Schtscherbakow | URS  | 15,90 CR  |
| 2     | Roger Norman          | SWE  | 15,17000  |
| 3     | Martin Řehák          | TCH  | 15,10000  |
| 4     | Zygfryd Weinberg      | POL  | 14,98000  |
| 5     | Fritz Portmann        | SUI  | 14,82000  |
| 6     | Kari Rahkamo          | FIN  | 14,73000  |
| 7     | Jerzy Gizelewski      | POL  | 14,20000  |
| 8     | Theo Strohschnieder   | FRG  | 14,15000  |
| 9     | Rui Ramos             | POR  | 13,97000  |

Finale: 26. August

### Kugelstoßen

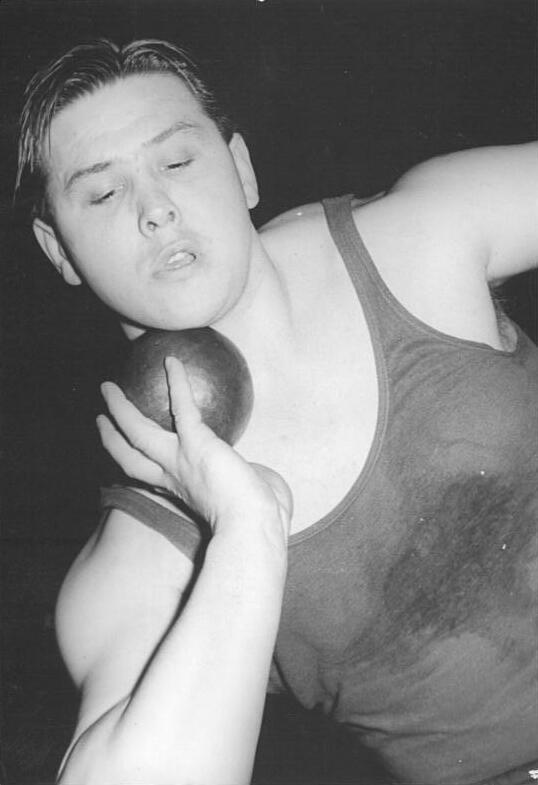
Klarer Sieg für Jiří Skobla

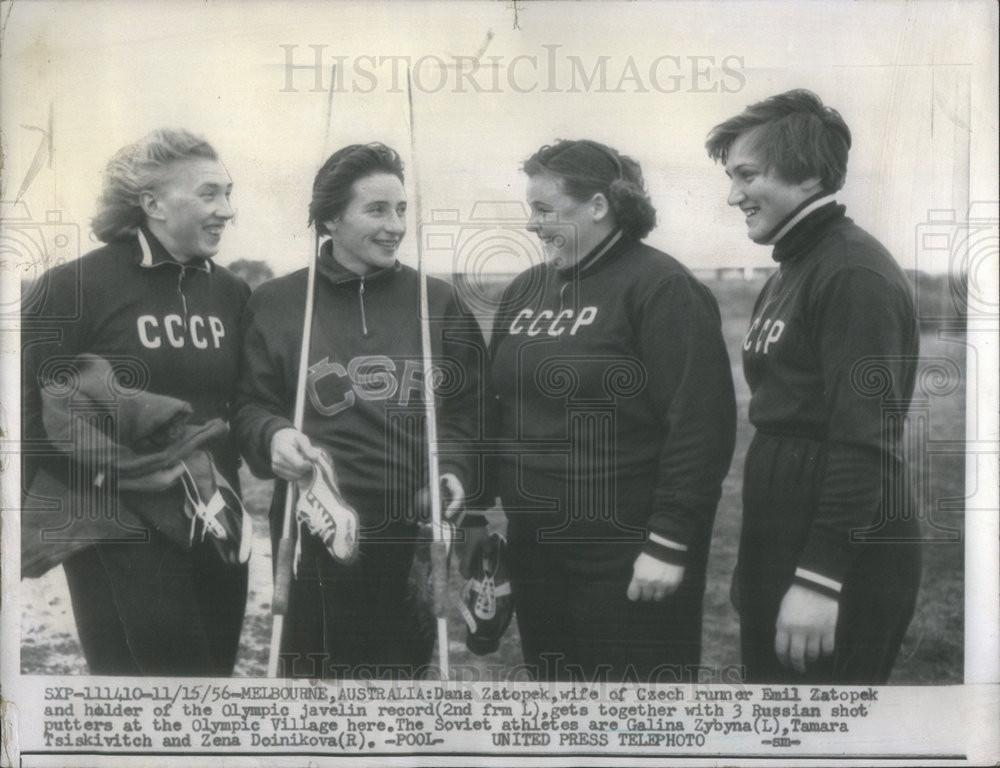
Europameisterin Galina Sybina – auf diesem Foto während der Olympischen Spiele 1956 ganz links zusammen mit weiteren prominenten Werferinnen

| Platz | Athlet            | Land | Weite (m) |
| ----- | ----------------- | ---- | --------- |
| 1     | Jiří Skobla       | TCH  | 17,20 CR  |
| 2     | Oto Grigalka      | URS  | 16,69000  |
| 3     | Heino Heinaste    | URS  | 16,27000  |
| 4     | Roland Nilsson    | SWE  | 16,17000  |
| 5     | John Savidge      | GBR  | 16,10000  |
| 6     | Ferenc Kövesdi    | HUN  | 15,70000  |
| 7     | Gabriel Georgescu | ROM  | 15,48000  |
| 8     | Petar Šarčević    | YUG  | 15,43000  |

Finale: 27. August

### Diskuswurf

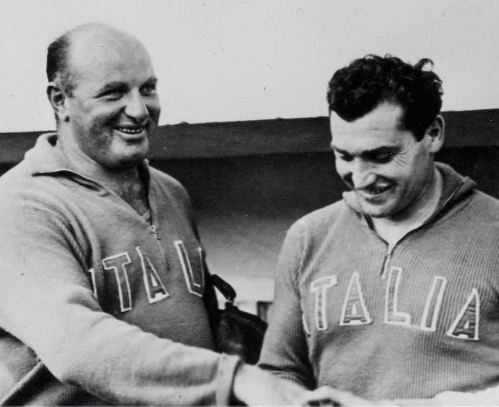
Fast schon wie gewohnt, Doppelsieg für Italien: Adolfo Consolini (rechts) und Giuseppe Tosi

| Platz | Athlet             | Land | Weite (m) |
| ----- | ------------------ | ---- | --------- |
| 1     | Adolfo Consolini   | ITA  | 53,44     |
| 2     | Giuseppe Tosi      | ITA  | 52,34     |
| 3     | József Szécsényi   | HUN  | 51,58     |
| 4     | Ferenc Klics       | HUN  | 51,43     |
| 5     | Roland Nilsson     | SWE  | 50,97     |
| 6     | Oto Grigalka       | URS  | 50,60     |
| 7     | Vitomir Krivokapić | YUG  | 48,79     |
| 8     | Jan Vrábel         | TCH  | 48,76     |

Finale: 28. August

### Hammerwurf
| Platz | Athlet              | Land | Weite (m) |
| ----- | ------------------- | ---- | --------- |
| 1     | Michail Kriwonossow | URS  | 63,34 WR  |
| 2     | Sverre Strandli     | NOR  | 61,07000  |
| 3     | József Csermák      | HUN  | 59,72000  |
| 4     | Tadeusz Rut         | POL  | 57,70 NR  |
| 5     | Miloš Máca          | TCH  | 57,05000  |
| 6     | Imre Németh         | HUN  | 56,86000  |
| 7     | Ivan Gubijan        | YUG  | 56,75000  |
| 8     | Mykola Redkin       | URS  | 56,35000  |

Finale: 29. August

### Speerwurf

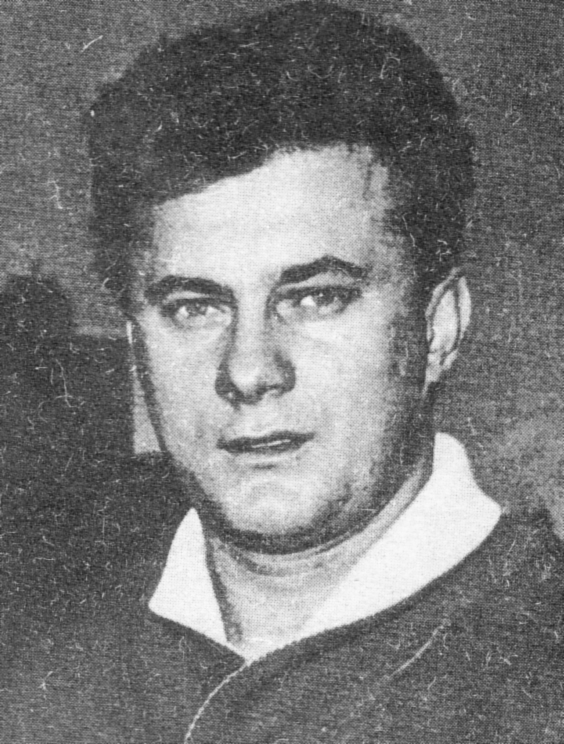
Janusz Sidło – großer Speerwerfer seiner Zeit – errang den EM-Titel

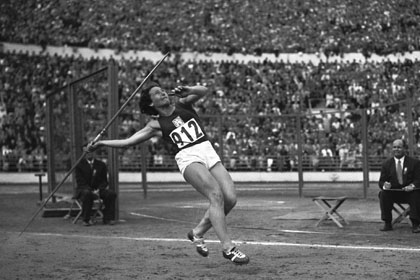
Dana Zátopková – nach dem Olympiasieg nun der Titel einer Europameisterin

| Platz | Athlet                 | Land | Weite (m) |
| ----- | ---------------------- | ---- | --------- |
| 1     | Janusz Sidło           | POL  | 76,35     |
| 2     | Wladimir Kusnezow      | URS  | 74,61     |
| 3     | Soini Nikkinen         | FIN  | 73,38     |
| 4     | Wiktor Zybulenko       | URS  | 72,39     |
| 5     | Otto Bengtsson         | SWE  | 72,38     |
| 6     | Gullbrand Sjöström     | SWE  | 71,98     |
| 7     | Zbigniew Radziwonowicz | POL  | 69,84     |
| 8     | Sándor Krasznai        | HUN  | 68,45     |

Finale: 29. August

### Zehnkampf
| Platz | Athlet             | Land | P – offiz. Wertung | P – 85er Wertung |
| ----- | ------------------ | ---- | ------------------ | ---------------- |
| 1     | Wassili Kusnezow   | URS  | 6752               | 6881             |
| 2     | Torbjörn Lassenius | FIN  | 6424               | 6676             |
| 3     | Heinz Oberbeck     | FRG  | 6262               | 6531             |
| 4     | Jurij Kutenko      | URS  | 6097               | 6442             |
| 5     | Miloslav Moravec   | TCH  | 5953               | 6371             |
| 6     | Manfred Huber      | SUI  | 5813               | 6242             |
| 7     | Friedel Schirmer   | FRG  | 5750               | 6199             |
| 8     | Arnulf Pilhatsch   | AUT  | 5725               | 6188             |

Datum: 26./27. August
Gewertet wurde nach der Punktetabelle von 1952.
Zur Orientierung und Einordnung der Leistungen sind zum Vergleich die nach heutigem Wertungssystem von 1985 erreichten Punktzahlen mitaufgeführt. Auf die Platzierungen hätte das heute aktuelle System keine Auswirkungen gehabt.

## Ergebnisse Frauen

### 100 m
| Platz | Athletin         | Land | Zeit (s) |
| ----- | ---------------- | ---- | -------- |
| 1     | Irina Turowa     | URS  | 11,8     |
| 2     | Bertha van Duyne | NED  | 11,9     |
| 3     | Anne Pashley     | GBR  | 11,9     |
| 4     | Giuseppina Leone | ITA  | 12,0     |
| 5     | Vera Neszmélyi   | HUN  | 12,1     |
| 6     | Heather Armitage | GBR  | 12,1     |

Finale: 27. August

### 200 m
| Platz | Athletin         | Land | Zeit (s) |
| ----- | ---------------- | ---- | -------- |
| 1     | Marija Itkina    | URS  | 24,3000  |
| 2     | Irina Turowa     | URS  | 24,4000  |
| 3     | Shirley Hampton  | GBR  | 24,4000  |
| 4     | Barbara Lerczak  | POL  | 24,4 NR  |
| 5     | Rimma Ulitkina   | URS  | 24,7000  |
| 6     | Charlotte Böhmer | FRG  | 25,0000  |

Finale: 29. August

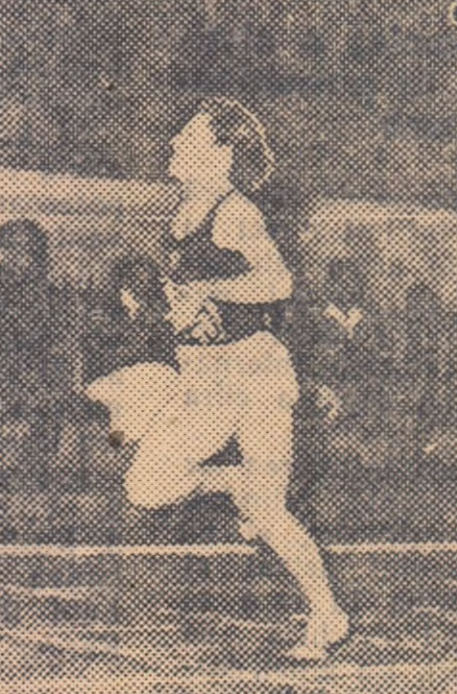

Marija Itkina (Foto rechts) errang ihren ersten EM-Titel. Es sollten noch zwei weitere folgen, allerdings auf der 400-Meter-Strecke.

### 800 m
| Platz | Athletin           | Land | Zeit (min) |
| ----- | ------------------ | ---- | ---------- |
| 1     | Nina Otkalenko     | URS  | 2:08,8 CRe |
| 2     | Diane Leather      | GBR  | 2:09,80000 |
| 3     | Ljudmila Lysenko   | URS  | 2:11,20000 |
| 4     | Aranka Kazi        | HUN  | 2:11,90000 |
| 5     | Bozena Pestka      | POL  | 2:12,60000 |
| 6     | Valerie Winn       | GBR  | 2:13,30000 |
| 7     | Anne Oliver        | GBR  | 2:13,30000 |
| 8     | Bedriska Müllerová | TCH  | 2:13,60000 |
| 9     | Anna Bácskai       | HUN  | 2:14,60000 |

Finale: 27. August
In diesem Finale waren neun Läuferinnen am Start.

### 80 m Hürden
| Platz | Athletin              | Land | Zeit (s) |
| ----- | --------------------- | ---- | -------- |
| 1     | Marija Golubnitschaja | URS  | 11,0 CR  |
| 2     | Anneliese Seonbuchner | FRG  | 11,2000  |
| 3     | Pam Seaborne          | GBR  | 11,2000  |
| 4     | Denise Laborie        | FRA  | 11,3 NR  |
| 5     | Milka Babović         | YUG  | 11,5000  |
| 6     | Jean Desforges        | GBR  | 11,5000  |

Finale: 28. August

### 4 × 100 m Staffel
| Platz | Land             | Athletinnen                                                  | Zeit (s) |
| ----- | ---------------- | ------------------------------------------------------------ | -------- |
| 1     | Sowjetunion      | Wera Krepkina Rimma Ulitkina Marija Itkina Irina Turowa      | 45,8 CR  |
| 2     | BR Deutschland   | Irmgard Egert Charlotte Böhmer Irene Brütting Maria Sander   | 46,3000  |
| 3     | Italien          | Maria Musso Giuseppina Leone Letizia Bertoni Milena Greppi   | 46,6 NR  |
| 4     | Großbritannien   | Heather Armitage Jean Desforges Shirley Pirie Anne Pashley   | 46,7000  |
| 5     | Polen            | Maria Piątkowska Barbara Sobotta Celina Gerwin Maria Bibro   | 47,1 NR  |
| 6     | Tschechoslowakei | Zlata Ptackova Jana Rabova Anna Kovaříková Libuse Strejckova | 48,5000  |

Finale: 29. August

### Hochsprung
| Platz | Athletin            | Land | Höhe (m) |
| ----- | ------------------- | ---- | -------- |
| 1     | Thelma Hopkins      | GBR  | 1,67 CR  |
| 2     | Iolanda Balaș       | ROM  | 1,65 NR  |
| 3     | Olga Modrachová     | TCH  | 1,63000  |
| 4     | Gunhild Larking     | SWE  | 1,63 NR  |
| 5     | Sheila Lerwill      | GBR  | 1,60000  |
| 6     | Alexandra Tschudina | URS  | 1,60000  |
| 7     | Liduska Ajglova     | TCH  | 1,55000  |
| 8     | Renate Krämer       | FRG  | 1,55000  |

Finale: 28. August

### Weitsprung
| Platz | Athletin            | Land | Weite (m) |
| ----- | ------------------- | ---- | --------- |
| 1     | Jean Desforges      | GBR  | 6,04 CR   |
| 2     | Alexandra Tschudina | URS  | 5,93000   |
| 3     | Elżbieta Duńska     | POL  | 5,83000   |
| 4     | Erika Fisch         | FRG  | 5,81000   |
| 5     | Galina Winogradowa  | URS  | 5,79000   |
| 6     | Maria Ilwicka       | POL  | 5,72000   |
| 7     | Shirley Cawley      | GBR  | 5,73000   |
| 8     | Maria Bibro         | POL  | 5,63000   |

Datum: 26. August

### Kugelstoßen
| Platz | Athletin             | Land | Weite (m) |
| ----- | -------------------- | ---- | --------- |
| 1     | Galina Sybina        | URS  | 15,65 CR  |
| 2     | Marija Kusnezowa     | URS  | 14,99000  |
| 3     | Tamara Tyschkewitsch | URS  | 14,78000  |
| 4     | Adéla Tislerova      | TCH  | 14,02000  |
| 5     | Marianne Werner      | FRG  | 13,92000  |
| 6     | Marija Radosavljević | YUG  | 13,71000  |
| 7     | Marlene Biedermann   | FRG  | 12,96000  |
| 8     | Mária Fehér          | HUN  | 12,93000  |

Datum: 26. August

### Diskuswurf
| Platz | Athletin          | Land | Weite (m) |
| ----- | ----------------- | ---- | --------- |
| 1     | Nina Ponomarjowa  | URS  | 48,02     |
| 2     | Irina Begljakowa  | URS  | 45,79     |
| 3     | Galina Sybina     | URS  | 44,77     |
| 4     | Štěpánka Mertová  | TCH  | 44,37     |
| 5     | Jiřina Vobořilová | TCH  | 44,33     |
| 6     | Julija Matej      | YUG  | 43,95     |
| 7     | Lia Manoliu       | ROM  | 43,86     |
| 8     | Karen Sonneck     | FRG  | 43,86     |

Datum: 27. August

### Speerwurf
| Platz | Athletin            | Land | Weite (m) |
| ----- | ------------------- | ---- | --------- |
| 1     | Dana Zátopková      | TCH  | 52,91 CR  |
| 2     | Virve Roolaid       | URS  | 49,94000  |
| 3     | Nadeschda Konjajewa | URS  | 49,49000  |
| 4     | Jutta Krüger        | FRG  | 47,39000  |
| 5     | Alexandra Tschudina | URS  | 47,05000  |
| 6     | Cmiljka Kalušević   | YUG  | 46,78000  |
| 7     | Jadwiga Majka       | POL  | 44,80000  |
| 8     | Erzsébet Vígh       | HUN  | 43,74000  |

Datum: 25. August

### Fünfkampf
| Platz | Athletin            | Land | P – offizielle Wert. | P – 85er Wert. |
| ----- | ------------------- | ---- | -------------------- | -------------- |
| 1     | Alexandra Tschudina | URS  | 4526 CR              | 3754           |
| 2     | Maria Sander        | FRG  | 4485000              | 3726           |
| 3     | Maria Sturm         | FRG  | 4357000              | 3574           |
| 4     | Lena Stumpf         | FRG  | 4336000              | 3571           |
| 5     | Sofja Burdulenko    | URS  | 4265000              | 3468           |
| 6     | Maria Ilwicka       | POL  | 4233000              | 3469           |
| 7     | Nina Winogradowa    | URS  | 4220000              | 3432           |
| 8     | Marthe Lambert      | FRA  | 4203000              | 3419           |

Datum: 26./27. August

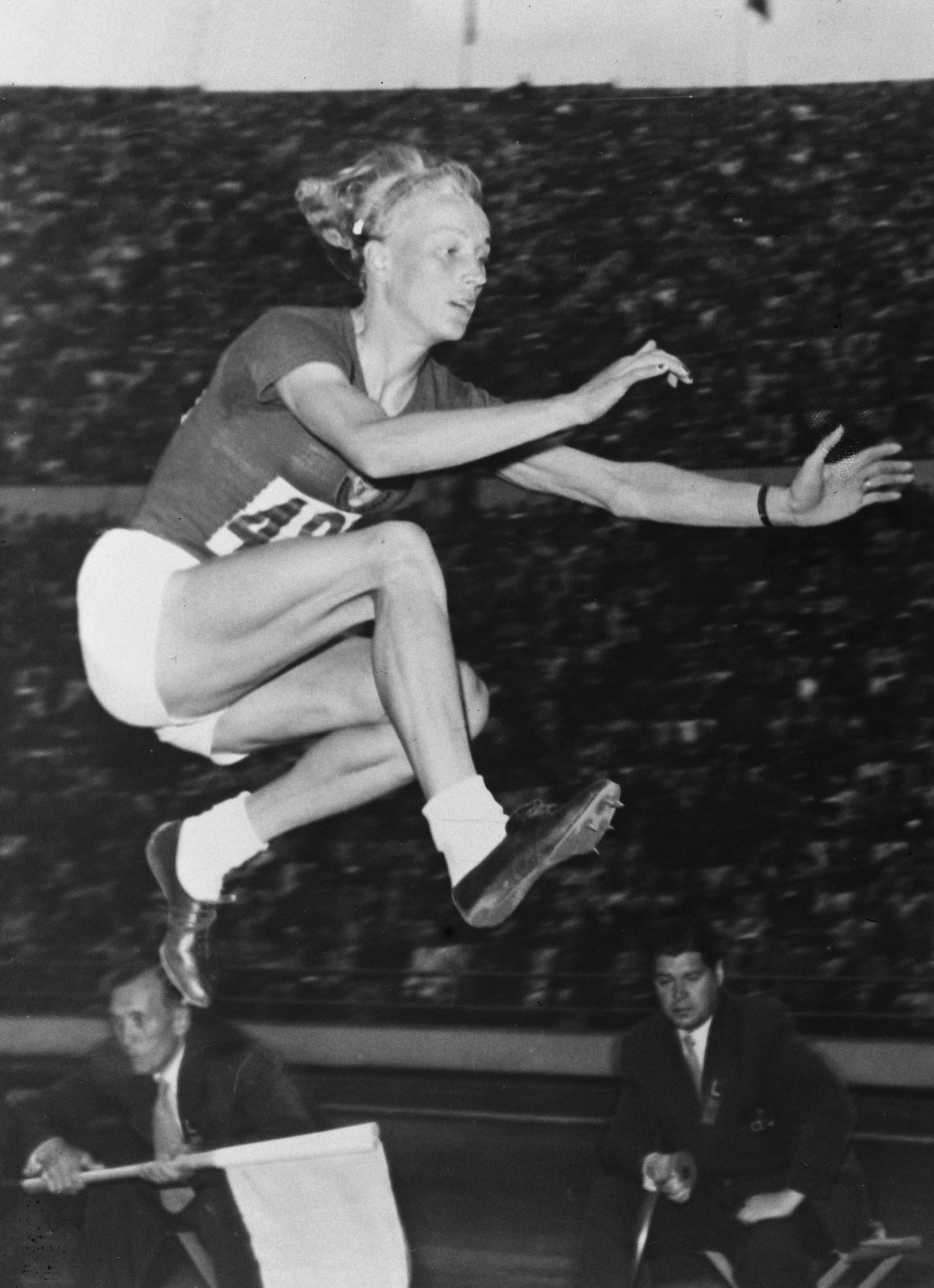
EM-Titel für
die vielseitige Alexandra Tschudina

Gewertet wurde nach einer von 1952 bis 1954 gültigen Punktetabelle.
Zur Orientierung und Einordnung der Leistungen sind zum Vergleich die nach heutigem Wertungssystem von 1985 für den Siebenkampf erreichten Punktzahlen mitaufgeführt. Bezüglich der Platzierungen hätte es danach eine Verschiebung gegeben.
Aber diese Vergleiche sind nur Anhaltswerte, denn als Grundlage müssen die jeweils unterschiedlichen Maßstäbe der Zeit gelten.